# Alfredo Guillermo Disandro
Alfredo Guillermo Disandro (* 8. Juni 1922 in Córdoba; † 1. Juli 2001) war römisch-katholischer Bischof von Villa María.

## Leben
Alfredo Guillermo Disandro empfing am 3. Dezember 1950 die Priesterweihe.
Papst Paul VI. ernannte ihn am 24. Februar 1975 zum Weihbischof in Córdoba und Titularbischof von Vicus Turris. Der Erzbischof von Córdoba, Raúl Francisco Kardinal Primatesta, spendete ihm am 20. April desselben Jahres die Bischofsweihe; Mitkonsekratoren waren Blas Victorio Conrero, Erzbischof von Tucumán, und Cándido Genaro Rubiolo, Weihbischof in Córdoba. 
Papst Johannes Paul II. ernannte ihn am 16. April 1980 zum Bischof von Villa María, am 18. Mai desselben Jahres wurde er in das Amt eingeführt.
Am 23. Juni 1998 nahm Johannes Paul II. seinen altersbedingten Rücktritt an.